# Liste des cours d'eau de Mayotte
Cet article présente une liste des cours d'eau de Mayotte classés par ordre alphabétique ainsi que par longueur.

## Cours d'eau classés par ordre alphabétique
Voici une liste exhaustive des cours d'eau de Mayotte classés par ordre alphabétique. Seule, la principale île, Grande-Terre, possède des cours d'eau nommés. La Petite-Terre et les autres îles plus petites n'en possèdent aucun. Néanmoins, même sur la Grande-Terre, aucun cours d'eau n'est navigable et si certains atteignent parfois ponctuellement un débit impressionnant au plus fort de la mousson, la plupart sont presque totalement à sec pendant la saison sèche. 
- Mroni Abadir
- Mroni Andrianabé
- Mroni Antanana
- Mro wa Anyakaoué
- Mro wa Banano
- Mro wa Bandrani
- Mroni Bé
- Mroni Béja
- Mroni Bérambo
- Mro wa Bizijou
- Mroni Boungoumouhé
- Mro wa Bouyouni
- Mro wa Chanti
- Mro wa Chirini
- Mro wa Coconi
- Mro wa Dagon
- Mro wa Daradjajou
- Mro wa Darini
- Mro wa Dembéni
- Mroni Djialimou
- Mro wa Doujani
- Mro wa Goméni
- Mro wa Gouloué
- Mro wa Hachiké
- Mro wa Hajangoua
- Mro wa Ironi Bé
- Mroni Kaféni
- Kanaléni
- Mro wa Kangani
- Mro wa Karoni
- Mro wa Karovaré
- Mroni Kavani
- Mro wa Kawénilajori
- Mro wa Kirissoni
- Mro wa Kwalé
- Mro wa Longoni
- Mro wa Majimbini
- Mro wa Makoulatsa
- Mro wa Mangajou
- Mro wa Maoueni
- Mro wa Maré
- Mroni Massimoni
- Mroni Mbouji
- Mro wa Méresse
- Mro wa Mgombani
- Mro wa Mjihari
- Mroni Mouala
- Mro wa Mouhogoni
- Mro wa Mouhou
- Mro wa Mounou
- Mrowalé
- Mro Mtiti
- Mroni Mtsangani
- Mro wa Ourovéni
- Mro wa Patsé
- Mroni Rouaka
- Mroni Saéva
- Mro wa Salim Bé
- Mro wa Sanga
- Mro wa Songoro Mbili
- Mro wa Sirkalé
- Mro wa Tanabé
- Mro wa Tanambao

## Cours d'eau classés par longueur
Voici une liste des cours d'eau de Mayotte d'une longueur supérieur à 5 km et classés par longueur. Cette liste n'est pas exhaustive car de nombreux cours d'eau n'ont pas de fiche Sandre. Ainsi, leur longueur exact est inconnu. Néanmoins, la Grande-Terre n'étant pas une assez grande île, la majorité des cours d'eau sont inférieur à 5 km, ce qui réduit le nombre de cours d'eau manquant dans cette liste. Reste que le Mro wa Bouyouni, le Mro wa Gouloué, le Mro wa Kwalé et le Mro wa Dembéni notamment devraient faire partie de cette liste mais cela n'est pas le cas du fait que leur longueur exact n'est pas connu. 
| Cours d'eau      | Embouchure                         | Longueur (km) |
| ---------------- | ---------------------------------- | ------------- |
| Mro wa Ourovéni  | Canal du Mozambique (Océan Indien) | 23            |
| Mro wa Maré      | Canal du Mozambique (Océan Indien) | 9,3           |
| Mroni Massimoni  | Canal du Mozambique (Océan Indien) | 8             |
| Mro wa Majimbini | Canal du Mozambique (Océan Indien) | 6,2           |
| Mro wa Méresse   | Canal du Mozambique (Océan Indien) | 5,1           |